# Prionolabis fokiensis
Prionolabis fokiensis is een tweevleugelige uit de familie steltmuggen (Limoniidae). De soort komt voor in het Oriëntaals gebied.